# Lijst van Nederlandse journalisten
Dit is een (onvolledige) lijst van Nederlandse journalisten met een artikel op de Nederlandstalige Wikipedia.

## A
- Thomas van Aalten (1978)
- Janine Abbring (1976)
- Ahmed Aboutaleb (1961)
- Fer Abrahams (1951)
- Duco Abspoel (1961)
- Rogier van Aerde (1917-2007)
- Lamyae Aharouay (1990)
- Yoeri Albrecht (1967)
- Devran Alkas (1993)
- Martin van Amerongen (1941-2002)
- Kiki Amsberg (1939)
- Jacques d'Ancona (1937-2024)
- Milo Anstadt (1920-2011)
- Marga van Arnhem (1940-1997)
- Gerard Arninkhof (1949)
- Joop Atsma (1956)

## B
- Eugène Baak (1970)
- Hans van Baalen (1960-2021)
- Aran Bade (1985)
- Winfried Baijens (1977)
- Marcus Bakker (1923-2009)
- Jan Bank (1940)
- Frits Barend (1947)
- Marleen Barth (1964)
- Lia van Bekhoven (1953)
- Emmy Belinfante (1875-1944)
- Bas Belder (1946)
- Tamarah Benima (1950)
- Tineke Bennema (1962)
- Jeroen van Bergeijk (1967)
- Jurgen van den Berg (1964)
- Marie-Claire van den Berg (1974)
- Jojanneke van den Berge (1980)
- Ingeborg Beugel (1960)
- Barbara van Beukering (1966)
- Martien Beversluis (1894-1966)
- Noraly Beyer (1946)
- Bibeb (1914-2010)
- Herbert Blankesteijn (1958)
- Anet Bleich (1951)
- Ad Bloemendaal (1948-2014)
- Tessel Blok (1958)
- Jan Blokker (1927-2010)
- Max Blokzijl (1884-1946)
- Onno Blom (1969)
- Emile Bode (1954)
- Ad de Boer (1946)
- Herman Pieter de Boer (1928-2014)
- Sacha de Boer (1967)
- Pierre Bogaers (1926-2015)
- Saskia Bolten (1954)
- Frits Bom (1944)
- Joeri Boom (1971)
- Eelco Bosch van Rosenthal (1976)
- Michiel Bosgra (1970)
- Martin Bosma (1964)
- Bob Bouma (1929-2009)
- Salomon Bouman (1937)
- Toni Boumans (1944)
- Roelof Bouwman (1965)
- Maria Bouwmeester (1885-1956)
- Anna Margareta von Bragner (- 1772)
- Govert van Brakel (1949)
- Viktor Brand (1971)
- Wim Brands (1959-2016)
- Margriet Brandsma (1957)
- Jelle Brandt Corstius (1978)
- Tanja Braun (19??)
- Gerda Brautigam (1913-1982)
- Ria Bremer (1939)
- Cajo Brendel (1915-2007)
- Tijs van den Brink (1970)
- Pieter Broertjes (1952)
- Edward Brongersma (1911-1998)
- Hans Bronkhorst (1967)
- Philip Brouwer (1962-2007)
- Eef Brouwers (1939)
- Jeroen Brouwers (1940)
- W.L. Brugsma (1922-1997)
- Sieuwert Bruins Slot (1906-1972)
- Anthony Brummelkamp jr. (1839-1919)
- Kees Buurman (1936-2007)

## C
- Bertus ten Caat (1952)
- Geertruida Carelsen (1843-1938)
- Simon Carmiggelt (1913-1987)
- Martine Carton (1944)
- Rutger Castricum (1979)
- Marc Chavannes (1946-2024)
- Jean Clercx (1830-1894)
- Taeke Cnossen (1896-1988)
- Ko Colijn (1951)
- Anton Constandse (1899-1985)
- Igor Cornelissen (1935-2021)
- Ton Crijnen (1942)
- Pepijn Crone (1981)
- Gustav Czopp (1909-1941)

## D
- Paul Damen (1954-2024)
- Hans Daudt (1925-2008)
- Paul Adriaan Daum (1849-1898)
- Milou Deelen (1995)
- Saskia Dekkers (1960)
- Henri Dekking (1871-1939)
- Gert-Jan Dennekamp (1966)
- Els van Diggele (1967)
- Pia Dijkstra (1954)
- Jean Dohmen (1969)
- Joep Dohmen (1960)
- Anneke van Dok-van Weele (1947)
- Elleke van Doorn (1945)
- Harald Doornbos (1967)
- Dick Drayer (1963)
- Kees Driehuis (1951-2019)
- Gert-Jan Dröge (1943-2007)
- Hubrecht Duijker (1942)
- Harriët Duurvoort (1969)

## E
- Tom Egbers (1957)
- Max van Egmond (1936)
- Michel van Egmond (1968)
- Gerri Eickhof (1958)
- Jan Eikelboom (1964)
- Merel Ek (1995)
- Loek Elfferich (1932-1992)
- Eduard Elias (1900-1967)
- Ton Elias (1955)
- Ruud Elmendorp (1961)
- Fred Emmer (1934-2019)
- Jan-Kees Emmer (1965)
- Hans Emmering (1939-2008)
- Marcel van Engelen (1971)
- Derk Jan Eppink (1958)
- Altan Erdogan (1967)

## F
- Henry Faas (1926-1990)
- Sytze Faber (1937)
- Toos Faber-de Heer (1929-2020)
- Johan Fabricius (1899-1981)
- Violet Falkenburg (1948)
- Rinus Ferdinandusse (1931-2022)
- Margje Fikse (1975)
- Ferdinand Fransen (1959)
- Willibrord Frequin (1941-2022)
- Philip Freriks (1944)

## G
- Menno de Galan (1960)
- Clarice Gargard (1988)
- Johan van Gelder (1955)
- Lidwien Gevers (1964)
- Danny Ghosen (1978)
- Natasja Gibbs (1979)
- Robert Giesberts (1966)
- Frans Goedhart (1904-1990)
- Bram de Graaf (1966)
- Gerrit Jan van Heuven Goedhart (1901-1956)
- Frank van der Goes (1859-1939)
- Jip Golsteijn (1945-2002)
- Wouter Gortzak (1931)
- Karel van de Graaf (1950-2023)
- Jan de Graaff (1943-2014)
- Sibrand Gratama (1784-1858)
- Anneke Groen (1946)
- Els de Groen (1949)
- Charles Groenhuijsen (1954)
- Louis Grondijs (1878-1961)
- Thomas van Groningen (1990)
- Ed Groot (1957)
- Paul de Groot (1899-1986)
- Caroline de Gruyter (1963)

## H
- Robert Haagsma (1963)
- Fons de Haas (1926-2007)
- Joost de Haas (1962)
- Lous Haasdijk (1938-2010)
- Pieter Anne Haaxman (1847-1935)
- Yvonne Habets (1948-2007)
- Mickelle Haest (1972)
- Esther Hageman (1957-2009)
- Sam Hagens (1992)
- Pieter Jan Hagens (1958)
- Jacob van Hall (1799-1859)
- Peter d'Hamecourt (1946-2023)
- Bernard Hammelburg (1947)
- Simon Hammelburg (1952)
- Dick ter Hark (1954)
- Chris van der Heijden (1954)
- Huub van Heiningen (1924-2018)
- Niels Heithuis (1972)
- Bertus Hendriks (1942)
- Ben Herbergs (1947-2022)
- Fiona Hering (1965)
- Eugènie Herlaar (1939-2024)
- Antoinette Hertsenberg (1964)
- Dominique van der Heyde (1964)
- Marijke Hilhorst (1952)
- Myrthe Hilkens (1979)
- Hans Hillen (1947)
- G.B.J. Hiltermann (1914-2001)
- Malou van Hintum (1961)
- Coen van Hoewijk (1922-2007)
- Henk Hofland (1927-2016)
- Tim Hofman (1988)
- Ben Holthuis (1950)
- Paul van Hooff (1964)
- Niels 't Hooft (1980)
- Henk van Hoorn (1944)
- Sander van Hoorn (1970)
- Hanny van den Horst (1924-2008)
- Harm van Houten (1892-1952)
- Rien Huizing (1931)
- Michiel Hulshof (1976)
- Brecht van Hulten (1970)
- Aldith Hunkar (1962)
- Twan Huys (1964)

## I
- Peter van Ingen (1950)

## J
- John Albert Jansen (1954-2024)
- Eva Jinek (1978)
- Theo Joekes (1923-1999)
- Francisco van Jole (1960)
- Loe de Jong (1914-2005)
- Sjoerd de Jong (1960)
- Klaas de Jong Ozn. (1926-2011)
- Jaap Jongbloed (1955)
- Piet Jongeling (1909-1985)
- Christian Jongeneel (1969)
- Sjouke Jonker (1924-2007)
- Albert de Joode (1891-1972)
- Ties Joosten (1984)
- Arendo Joustra (1957)

## K
- Pieter Kaas (1915-1996)
- Bert van de Kamp (1947-2020)
- Aad Kamsteeg (1940)
- Joost Karhof (1969-2017)
- Jort Kelder (1964)
- Tom Kellerhuis (1964)
- Iwris Kelly (1972)
- Mathias Kemp (1890-1964)
- Astrid Kersseboom (1966)
- Gerrit Hendrik Kersten (1882-1948)
- Catherine Keyl (1946)
- Joost van Kleef (1978)
- Bert Klei (1924-2008)
- Margalith Kleijwegt (1951)
- Wim Klinkenberg (1923-1995)
- Pieter Klok (1972)
- Hans Klomp (1902-1987)
- Gert Kluck (1960)
- Henri Knap (1911-1986)
- Ben Knapen (1951)
- Andries Knevel (1952)
- Hans Knoop (1943)
- Sven Kockelmann (1969)
- Olaf Koens (1985)
- Frank van Kolfschooten (1959)
- Hans Koning (1921-2007)
- Jack Kooistra (1930-2025)
- Martijn Koolhoven (1965)
- Jaap Koopmans (1933-1996)
- Carl Koppeschaar (1953)
- Wim Kortenoeven (1955)
- Toon Kortooms (1916-1999)
- Koos Koster (1937-1982)
- Rudy Kousbroek (1929-2010)
- Mark Kranenburg (1954)
- Hans Krikke (1958)
- Henk Krol (1950)
- Hans Kruiswijk (1949)
- Willy Kruyt (1877-1943)
- Dirk Kuin (1947-2000)
- Wouter Kurpershoek (1964)
- Abraham Kuyper (1837-1920)

## L
- Daphne Lammers (1972)
- Ad Langebent (1934-1997)
- Arend Langenberg (1949-2012)
- Hans Laroes (1955)
- Geertjan Lassche (1976)
- Ed Leeflang (1929-2008)
- Sietz Leeflang (1933-2017)
- Meindert Leerling (1936-2021)
- Aad van Leeuwen (1905-1987)
- Sophie van Leeuwen (1977)
- Sjoerd Leiker (1914-1988)
- Valérie Lempereur (1962)
- Ad van Liempt (1949)
- Paul van Liempt (1962)
- Carolijn Lilipaly (1969)
- Wibo van de Linde (1938-2018)
- Frénk van der Linden (1957)
- Margriet van der Linden (1970)
- Koert Lindijer (1953)
- Harry Lockefeer (1938-2007)
- Jaap Lodewijks (1952-2015)
- Kees Lunshof (1945-2007)
- Willem Lust (1956)
- Joris Luyendijk (1971)

## M
- Hans van Maanen (1950)
- Gerrie van Maasdijk (1906-1997)
- Geert Mak (1946)
- Herman de Man (1898-1946)
- Philip Mechanicus (1889-1944)
- Jaap van Meekren (1923-1997)
- Arthur Meerwaldt (1918-1945)
- Ischa Meijer (1942-1995)
- Rob Meines (1945)
- Wil Merkies (1931 - 2018)
- Jaap Metz (1941-2016)
- Milouska Meulens (1973)
- Henriëtte van der Mey (1850-1945)
- Henk van der Meijden (1937)
- Kees Middelhoff (1917-2007)
- Hans van Mierlo (1931-2010)
- Anouchka van Miltenburg (1967)
- Marga Minco (1920-2023)
- Ferry Mingelen (1947)
- Johan van Minnen (1932-2016)
- Jan Mom (1955)
- Marjan Moolenaar (1962)
- Bart Mos (1963)
- Frank du Mosch (1962)
- Nadia Moussaid (1984)
- Alfred Muller (1954)
- Nick Muller (1992)
- Salo Muller (1936)
- Conny Mus (1950-2010)

## N
- Ronny Naftaniel (1948)
- Rena Netjes (1966)
- Frans Netscher (1864-1923)
- Jan S. Niehoff (1923-2014)
- Rick Nieman (1965)
- Joan Nieuwenhuis (1856-1939)
- Willebrord Nieuwenhuis (1938-2006)
- Matthijs van Nieuwkerk (1960)
- Saskia Noort (1967)
- Max Nord (1916-2008)
- Wim van Norden (1917-2015)
- Klaas Norel (1899-1971)
- Pieter Nouwen (1949-2007)
- Aad Nuis (1933-2007)

## O
- Emil van Oers (1984)
- Johan Olde Kalter (1944-2008)
- Willem Oltmans (1925-2004)
- Arie van der Oord (1889-1956)
- Tom Ordelman (1957 - 2016)
- Leonard Ornstein (1955)
- Mustapha Oukbih (1964)
- Hendrik Ouwerling (1861-1932)
- Jeroen Overbeek (1966)
- Tim Overdiek (1965)
- Şenay Özdemir (1969)

## P
- Leo Pagano (1920-1999)
- Luc Panhuysen (1962)
- Zoë Papaikonomou (1982)
- Jeroen Pauw (1960)
- J.J. Peereboom (1924-2010)
- Adriaan Pelt (1892-1981)
- Debby Petter (1956)
- Caroline van der Plas (1967)
- Fons de Poel (1955)
- Gwen Pol (1988)
- Clairy Polak (1956-2023)
- Inez Polak (1949)
- K.L. Poll (1927-1990)
- Koos Postema (1932)
- Marga van Praag (1946)
- Harry Prenen (1915-1992)

## Q
- Hendrick Peter Godfried Quack (1834-1917)

## R
- Jan Reiff (1949)
- Philippe Remarque (1966)
- Jelte Rep (1940)
- Gerard van het Reve sr. (1892-1975)
- Henk van Rhee (1952-2015)
- Hugo van Rhijn (1946)
- Albert Reinders (1968)
- Remco de Ridder (1983)
- Mirjam de Rijk (1962)
- Kemal Rijken (1980)
- P.H. Ritter jr. (1882-1962)
- Hein Roethof (1921-1996)
- Henriette Roland Holst (1869-1952)
- Jan Romein (1893-1962)
- Jan Roos (1977)
- Cees Roozemond (1927-2008)
- Eddo Rosenthal (1947)
- Meinoud Rost van Tonningen (1894-1945)
- Evert Jan Rotshuizen (1888-1979)
- Marjon van Royen (1957)
- Simon Rozendaal (1951)
- Lex Runderkamp (1957)
- Klaas Runia (1926-2006)
- Chris Rutenfrans (1953)

## S
- Evert Santegoeds (1961)
- Willem Sassen (1918-2002)
- Sjoerd van der Schaaf (1906-2006)
- Ype Schaaf (1930-2003)
- Paul Schaap (1950)
- Nico Scheepmaker (1930-1990)
- Wouke van Scherrenburg (1946)
- Bert Scholten (1939-2020)
- Hendrik Jan Schoo (1945-2007)
- Elka Schrijver (1899-1989)
- Loretta Schrijver (1956-2025)
- Wim Schuijt (1909-2009)
- Wybrand Schuitemaker (1918-1993)
- Meindert Schut (1972)
- Jeanet Schuurman (1961)
- Charl Schwietert (1943)
- Fred Sengers (1968)
- Raymond Serré (1957)
- Tamara Seur (1982)
- Louis Sévèke (1964-2005)
- Harmen Siezen (1940-2025)
- Manon Sikkel (1965)
- Roel Sikkema (1953)
- Freek Simon (1943-2002)
- Sander Simons (1962-2010)
- Sheila Sitalsing (1968)
- Kees Slager (1938)
- Jan Maarten Slagter (1969)
- Hans Sleeuwenhoek (1939-2017)
- Meyer Sluyser (1901-1973)
- Mart Smeets (1947)
- Hans Smit (1962)
- José Smits (1957)
- Jeroen Snel (1969)
- Paul Sneijder (1955)
- August Snieders (1825-1904)
- Arjan Snijders (1969)
- Haya van Someren (1926-1980)
- Thomas Spekschoor
- Bart Jan Spruyt (1964)
- Liesbeth Staats (1973)
- Alberto Stegeman (1971)
- Michael Stein (1935-2009)
- Henny Stoel (1945)
- Pieter Storms (1954)
- Ben Stroman (1902-1985)
- Aad Struijs (1946-2004)
- Aad van der Struijs (1937)
- Franska Stuy (1954)
- Radi Suudi (1957)
- Joyce Sylvester (1965)

## T
- Pieter Lodewijk Tak (1848-1907)
- Bart Tammeling (1934-1993)
- Humberto Tan (1965)
- Sal Tas (1905-1976)
- Pauline Terreehorst (1952)
- Peter Tetteroo (1963)
- Haye Thomas (1936-1996)
- Liselot Thomassen (1970)
- Frits Thors (1909-2014)
- Bert Tigchelaar (1946-2005)
- Ben Tiggelaar (1969)
- Joop van Tijn (1938-1997)
- Jeroen Tjepkema (1970)
- Giovanni Tjin (1983)
- Franca Treur (1979)
- Annette van Trigt (1956)
- Rob Trip (1960)
- Jan Tromp (1949)
- Vrouwkje Tuinman (1974)
- Mariëlle Tweebeeke (1971)
- Kees van Twist (1953)

## U
- Theo Uittenbogaard (1946-2022)
- Mehmet Ülger (1962-2017)
- Peer Ulijn (1959)
- Joop den Uyl (1919-1987)

## V
- Step Vaessen (1965)
- Ad Valk (1955)
- Constant Vecht (1947-2020)
- Thijs van Veen (1920-2006)
- Antoon Veerman (1916-1993)
- Peter ter Velde (1960)
- Alex Verburg (1953)
- Leon Verdonschot (1973)
- Elma Verhey (1951-2019)
- Sophie Verhoeven (1970)
- Dick Verkijk (1929-2025)
- Emerson Vermaat (1947)
- Evert Vermeer (1910-1960)
- Coenraad Alexander Verrijn Stuart (1865-1947)
- Emile Verviers (1886-1968)
- Nico Vijlbrief (1890-1972)
- Pieter de Vink (1941-2007)
- Willem de Vink (1957)
- Jan Vis (1933-2011)
- Arjan Visser (1961)
- G.B. Vloedbeld (1884-1961)
- Willem Vogelsang (1956)
- Andrea Vreede (1962)
- Jurn de Vries (1940)
- Peter R. de Vries (1956-2021)
- Salomon de Vries jr. (1894-1974)
- Theun de Vries (1907-2005)
- Maarten Vrolijk (1919-1994)
- Selma Vrooland (1950-2004)
- Margriet Vroomans (1958)

## W
- Joop Waasdorp (1917-1988)
- Aad Wagenaar (1944-2021)
- Henk Waltmans (1930-2013)
- Gijs Wanders (1950)
- Pieter Waterdrinker (1961)
- Maartje van Weegen (1950)
- Dominique Weesie (1969)
- Annemarie Gualthérie van Weezel (1977)
- Max van Weezel (1951-2019)
- Margriet Wesselink (1980)
- Rik van de Westelaken (1971)
- Frits Wester (1962)
- Max Westerman (1958)
- Merel Westrik (1979)
- Henri Wiessing (1878-1961)
- Herman Wigbold (1925-1998)
- Rob Wijnberg (1982)
- Frank Wijngaarde (1939-1982)
- Igor Wijnker (1972)
- Wouter de Winther (1979)
- Hans van Wissen (1946-1999)
- Paul Witteman (1946)
- Willem Wittkampf (1924-1992)
- Margreet ter Woerds (1961)
- Karel van Wolferen (1941)
- Jaap Wolff (1923-2012)
- Joop Wolff (1927-2007)
- Dirk Wolthekker (1959)
- Gerard van der Wulp (1950)
- Syp Wynia (1953)

## Z
- Herman van der Zandt (1974)
- Aart Zeeman (1956)
- Michaël Zeeman (1958-2009)
- Roeland van Zeijst (1974)
- Joop van Zijl (1935)
- Koos van Zomeren (1946)
- Boris van Zonneveld (1978)
- Michiel Zonneveld (1962)
- Rop Zoutberg (1964)
- Klaas van der Zwaag (1955)
- René Zwaap (1961)
- André Zwartbol (1969)
- Ger Zwertbroek (1893-1977)
- Coen van Zwol (1963)